# Australoeucyclops karaytugi
Australoeucyclops karaytugi – gatunek widłonoga z rodziny Cyclopidae. Gatunek ten opisał w 2006 roku pracujący w Australii serbski zoolog Tomislav Karanovic, czyniąc go gatunkiem typowym nowego rodzaju Australoeucyclops. Miejsce typowe to Australia, Pilbara, Weeli Wolli Spring, zbiornik wodny na powierzchni (współrzędne 22°55′S 119°11′E/-22,916667 119,183333).